# Linea Nankai Aeroporto
La  linea Nankai Aeroporto (南海空港線?, Nankai Aeroporto-sen) è una linea ferroviaria delle Ferrovie Nankai che si dirama dalla linea principale Nankai per raggiungere l'Aeroporto Internazionale del Kansai, situato su un'isola artificiale. La sua principale concorrente è la linea Kansai Aeroporto della JR West e ne condivide il tratto fra la stazione di Rinkū Town e il capolinea all'aeroporto.

## Stazioni
| Num. | Stazione         | Giapponese     | Distanza | Collegamenti            | Posizione |
| ---- | ---------------- | -------------- | -------- | ----------------------- | --------- |
| NK30 | Izumisano        | 泉佐野         | 0,0      | Linea principale Nankai | Izumisano |
| NK31 | Rinkū Town       | りんくうタウン | 1,9      | Linea Kansai Aeroporto  | Izumisano |
| NK32 | Aeroporto Kansai | 関西空港       | 8,8      | Linea Kansai Aeroporto  | Tajiri    |